# 밀스 상수
밀스 상수는 수학 상수로, 모든 자연수 {\displaystyle n}에 대해 다음 수식의 값이 모두 소수가 되도록 하는 가장 작은 양의 실수 {\displaystyle A}를 가리킨다.
{\displaystyle a(n)=\lfloor A^{3^{n}}\rfloor }
단, 여기서 {\displaystyle \lfloor x\rfloor }는 바닥 함수이다. 밀스 상수의 존재는 윌리엄 밀스가 소수 간극에 대한 귀도 호아이젤 등의 연구를 바탕으로 1947년에 처음으로 증명했으나, 밀스 상수가 무리수인지의 여부는 아직 알려져 있지 않다. (가장 작은) 밀스 상수의 값은 다음과 같으며,
{\displaystyle A\approx 1.30637788386308069046\cdots } (OEIS의 수열 A051021)
이 {\displaystyle A}에 대해서 {\displaystyle a(n)}의 값은 처음 11개가 알려져 있다. 그 다음 값은 유사소수로 아직 소수임이 확정되지 않은 상태이다. 이들은 밀스 소수라 불리며, 표현의 편의를 위해 {\displaystyle \Delta a(n)=a(n+1)-a(n)^{3}}으로 정의하면 그 값은 다음과 같다.
{\displaystyle a(n)} = 2, 11, 1361, 2521008887, 16022236204009818131831320183, … (OEIS의 수열 A051254)
{\displaystyle \Delta a(n)} = 3, 30, 6, 80, 12, 450, 894, 3636, 70756, 97220, (66768), … (OEIS의 수열 A108739)
알려진 가장 큰 밀스 소수 {\displaystyle a(11)}은 십진법으로 20,562자리로, 2007년 기준으로 타원 곡선 소수성 증명(ECPP) 알고리즘으로 증명된 가장 큰 소수이다.

## 계산법
밀스는 상수의 존재만을 증명했을 뿐 그 값을 보이지는 않았다. 이후에 조건을 만족하는 {\displaystyle A}의 값은 무한히 많으며, 그 집합은 비가산집합이라는 것이 증명되었지만 역시 직접적으로 값을 계산할 수 있는 것은 아니었다.
밀스 소수의 마지막 항 {\displaystyle a(i)}가 알려져 있을 경우, 그 다음 항 {\displaystyle a(i+1)}은 {\displaystyle a(i)^{3}}보다 큰 가장 작은 소수를 찾는 것으로 계산할 수 있다. 다만 이는 모든 연속된 정수의 세제곱 사이에는 항상 소수가 존재한다는 가정이 필요한데, 현재까지는 {\displaystyle 10^{6\cdot 10^{18}}}까지의 숫자에 대해서만 이 가정이 성립함이 알려져 있을 뿐이다.
이 방법을 사용해서 2005년에 C. Caldwell과 Y. Cheng은 리만 가설이 참이라는 가정 하에 밀스 상수를 소수점 약 7000자리까지 계산하였다. 리만 가설이 참이 아닐 경우 이 방법으로 밀스 상수를 직접 계산하는 것은 불가능하며, 다른 알려진 계산법이 없기 때문에 밀스 상수를 더 큰 소수의 발견에 사용하는 것은 힘들다.